# Kids' Choice Awards 2024
La 36ª edizione dei Kids' Choice Awards si è svolta il 14 luglio 2024 presso il Pauley Pavilion di Los Angeles. L'edizione è stata trasmessa in diretta per la televisione da Nickelodeon USA e dalle altre reti televisive di Paramount Global. Questa edizione è stata la prima (e ad ora unica) ad essersi svolta a luglio invece che a marzo o ad aprile.
La cerimonia è stata dedicata al 25º anniversario di Spongebob ed è stata condotta dal protagonista della serie e da Patrick Stella, con Tom Kenny e Bill Fagerbakke a riprendere i rispettivi ruoli, segnando la prima volta che la cerimonia viene condotta da conduttori virtuali (sebbene i doppiatori lo condurranno in studio). È stato inoltre condotto in un ambiente animato con effetti grafici ed una moderna realtà aumentata.
Il film di Barbie è stato candidato 8 volte, il più alto numero di candidature per categorie nell'edizione.
Sul palco della premiazione si sono esibiti gli artisti musicali Paul Russell con un medley danzante e con Lil Boo Thang, The Kid Laroi con Nigh Like This, Girls e con Stay.
All'evento sono state mostrate in anteprima alcune scene del film Transformers One.
In Italia lo show è andato in onda su MTV Italia il 19 luglio 2024 e dal 20 luglio 2024 su Comedy Central Italia.

## Candidature USA
In grassetto sono evidenziati i vincitori.

### Televisione

#### Serie TV per ragazzi preferita
- Percy Jackson e gli dei dell'Olimpo
- Danger Force
- High School Musical: The Musical - La serie
- The Muppets Mayhem
- Power Rangers Cosmic Fury
- A casa di Raven
- La vera casa dei Loud
- Tyler Perry's Young Dylan

#### Serie Tv per famiglie
- Young Sheldon
- Abbott Elementary
- Avatar - La leggenda di Aang
- Piccoli brividi
- iCarly
- Loki

#### Attore televisivo preferito (Ragazzi)
- Walker Scobell – Percy Jackson e gli dei dell'Olimpo
- Chance Perez – Power Rangers Cosmic Fury
- Jahzir Bruno – La vera casa dei Loud
- Joshua Bassett – High School Musical: The Musical - La serie
- Wolfgang Schaeffer – La vera casa dei Loud
- Dylan Gilmer – Tyler Perry's Young Dylan

#### Attore televisivo preferito (Famiglie)
- Iain Armitage – Young Sheldon
- Gordon Cormier – Avatar - La leggenda di Aang
- Jerry Trainor – iCarly
- Justin Long – Piccoli brividi
- Tom Hiddleston – Loki
- Mark-Paul Gosselaar - Piccoli brividi

#### Attrice televisiva preferita (Ragazzi)
- Olivia Rodrigo – High School Musical: The Musical: La serie
- Hunter Deno – Power Rangers Cosmic Fury
- Lilly Singh – The Muppets Mayhem
- Raven-Symoné – A casa di Raven
- Sofia Wylie – High School Musical: The Musical: La serie
- Tessa Rao – Power Rangers Cosmic Fury

#### Attrice televisiva preferita (Famiglie)
- Miranda Cosgrove - iCarly
- Janelle James – Abbott Elementary
- Laci Mosley – iCarly
- Peyton List – School Spirits
- Quinta Brunson – Abbott Elementary
- Rosario Dawson – Ahsoka

#### Reality show preferito
- America's Got Talent
- America’s Funniest Home Videos
- American Ninja Warrior
- Is It Cake?
- Kids Baking Championship
- LEGO Masters

#### Serie animata preferita
- SpongeBob
- I Greens in città
- Monster High
- Teen Titans Go!
- A casa dei Loud
- I Simpson

### Cinema

#### Film preferito
- Barbie, regia di Greta Gerwig
- Aquaman e il regno perduto, regia di James Wan
- Ghostbusters - Minaccia glaciale, regia di Gil Kenan
- Guardiani della Galassia Vol. 3, regia di James Gunn
- La sirenetta, regia di Rob Marshall
- The Marvels, regia di Nia DaCosta
- Transformers - Il risveglio, regia di Steven Caple Jr.
- Wonka, regia di Paul King

#### Attore cinematografico preferito
- Timothée Chalamet – Wonka
- Adam Sandler – Non sei invitata al mio bat mitzvah
- Chris Pratt – Guardiani della Galassia Vol. 3
- Jason Momoa – Aquaman e il regno perduto
- John Cena – Fast X
- Paul Rudd – Ghostbusters - Minaccia glaciale
- Ryan Gosling – Barbie
- Ryan Reynolds – IF - Gli amici immaginari

#### Attrice cinematografica preferita
- Margot Robbie – Barbie
- America Ferrera – Barbie
- Brie Larson – The Marvels
- Halle Bailey – La sirenetta
- Jennifer Garner – Family Switch
- Melissa McCarthy – La sirenetta
- Zendaya – Dune - Parte due
- Zoe Saldana – Guardiani della Galassia Vol. 3

#### Film d'animazione preferito
- Spider-Man: Across the Spider-Verse, regia di Joaquim Dos Santos, Kemp Powers e Justin K. Thompson
- Elemental, regia di Peter Sohn
- Kung Fu Panda 4, regia di Mike Mitchell e Stephanie Ma Stin
- PAW Patrol - Il super film, regia di Carl Brunker
- Tartarughe Ninja - Caos mutante, regia di Jeff Rowe
- Garfield - Una missione gustosa, regia di Mark Dindall
- Super Mario Bros. - Il film, regia di Aaron Horvath e Michael Jelenic
- Trolls 3 - Tutti insieme, regia di Walt Dorhn

#### Voce maschile in un film d'animazione preferita
- Adam Sandler – Leo
- Brady Noon – Tartarughe Ninja - Caos mutante
- Chris Pratt – Super Mario Bros. - Il film
- Jack Black – Super Mario Bros. - Il film
- Jack Black – Kung Fu Panda 4
- Jackie Chan – Tartarughe Ninja - Caos mutante
- Justin Timberlake – Trolls 3 - Tutti insieme
- Shameik Moore – Spider-Man: Across the Spider-Verse

#### Voce femminile in un film d'animazione preferita
- Anna Kendrick – Trolls 3 - Tutti insieme
- Anya Taylor-Joy – Super Mario Bros. - Il film
- Ariana DeBose – Wish
- Awkwafina – Kung Fu Panda 4
- Ayo Edebiri – Tartarughe Ninja - Caos mutante
- Hailee Steinfeld – Spider-Man: Across the Spider-Verse
- Kristen Bell – PAW Patrol - Il super film
- McKenna Grace – PAW Patrol - Il super film

#### Cattivo preferito
- Jack Black – Super Mario Bros. - Il film
- Amy Schumer – Trolls 3 - Tutti insieme
- Austin Butler – Dune - Parte due
- Keegan-Michael Key – Wonka
- Melissa McCarthy – La sirenetta
- Reneé Rapp – Mean Girls

### Musica

#### Cantante femminile preferita
- Taylor Swift
- Ariana Grande
- Beyoncé
- Billie Eilish
- Cardi B
- Miley Cyrus
- Olivia Rodrigo
- Selena Gomez

#### Cantante maschile preferito
- Post Malone
- Bad Bunny
- Drake
- Ed Sheeran
- Justin Timberlake
- Travis Scott
- Usher
- The Weeknd

#### Gruppo musicale preferito
- Imagine Dragons
- Black Eyed Peas
- Coldplay
- Jonas Brothers
- Maroon 5
- NSYNC

#### Collaborazione musicale preferita
- Barbie World – Nicki Minaj e Ice Spice con Aqua
- All My Life – Lil Durk featuring J. Cole
- Baby Don't Hurt Me – David Guetta, Anne-Marie e Coi Leray
- Doctor (Work It Out)' – Pharrell Williams featuring Miley Cyrus
- Fortnight – Taylor Swift featuring Post Malone
- Karma (remix) – Taylor Swift featuring Ice Spice
- Supposed to Be Loved – DJ Khaled featuring Lil Baby, Future e Lil Uzi Vert
- Wild Ones – Jessie Murph e Jelly Roll

#### Canzone preferita
- What Was I Made For? – Billie Eilish
- Dance the Night – Dua Lipa
- Fast Car – Luke Combs
- Flowers – Miley Cyrus
- Paint the Town Red – Doja Cat
- Selfish – Justin Timberlake
- Texas Hold 'Em – Beyoncé
- Yes, And? – Ariana Grande

#### Album preferito
- Guts – Olivia Rodrigo
- Barbie: The Album
- Cowboy Carter – Beyoncé
- Endless Summer Vacation – Miley Cyrus
- The Tortured Poets Department – Taylor Swift
- Whitsitt Chapel – Jelly Roll

#### Celebrità musicale dei social preferito
- Bella Poarch
- Addison Rae
- David Kushner
- Djo
- Madison Beer
- Paul Russell

#### Celebrità musicale mondiale preferito
- Taylor Swift (Nord America)
- Tyla (Africa)
- Blackpink (Asia)
- Troye Sivan (Australia)
- Zara Larsson (Europa)
- Karol G (America Latina)
- Dua Lipa (Regno Unito)

#### Cantante emergente preferito
- Reneé Rapp
- Coco Jones
- Ice Spice
- Jelly Roll
- Tate McRae
- Teddy Swims
- Tyla
- Victoria Monét

#### Tour dell'anno preferito
- The Eras Tour - Taylor Swift
- Most Wanted Tour - Bad Bunny
- Renaissance World Tour - Beyoncé
- Born Pink World Tour - Blackpink
- Guts World Tour - Olivia Rodrigo
- Emails I Can't Send Tour - Sabrina Carpenter

#### Canzone virale preferita
- Espresso – Sabrina Carpenter
- Beautiful Things – Benson Boone
- Daylight – David Kushner
- Greedy – Tate McRae
- Lil Boo Thang – Paul Russell
- Water – Tyla

### Sport

#### Celebrità sportiva femminile preferita
- Simone Biles
- Alex Morgan
- Caitlin Clark
- Coco Gauff
- Sha'Carri Richardson
- Venus Williams

#### Celebrità sportiva maschile preferita
- Travis Kelce
- Cristiano Ronaldo
- LeBron James
- Lionel Messi
- Patrick Mahomes
- Stephen Curry

### Miscellanea

#### Migliore creatrice di contenuti
- Lexi Rivera
- Charli D'Amelio
- Dixie D'Amelio
- Emma Chamberlain
- Hannah Stocking
- Kids Diana Show

#### Migliore creatore di contenuti
- MrBeast
- Dhar Mann
- Mark Rober
- Markiplier
- Ryan's World
- Spencer X

#### Miglior gamer
- Kai Cenat
- Aphmau
- Ninja
- PrestonPlayz
- TheBoyDilly
- Unspeakable

#### Videogioco preferito
- Roblox
- Just Dance 2024
- Madden NFL 24
- Minecraft
- Super Mario Bros. Wonder
- The Legend of Zelda: Tears of the Kingdom

#### Famiglia dei social media preferita
- Jordan Matter/Salish Matter
- The Beverly Halls
- FGTeeV
- The Herberts
- Ninja Kidz
- Royalty Family

### Riconoscimenti Speciali

#### Fan Favorite Movie (Film preferito dai fan)
- Missione hamburger 2

#### Legend Award
- Serena Williams